# John Hely-Hutchinson (1757–1832)
John Hely-Hutchinson, comte de Donoughmore, est un général anglais né le 15 mai 1757 et mort le 29 juin 1832. 

## Biographie
Il entra au service en 1774, alla visiter Paris, où il se lia avec La Fayette; puis retourna en Irlande, où il venait d'être élu député dans le comté de Cork. Après avoir comprimé, à la tête d'un régiment levé par son frère, une révolte qui venait d'éclater, il fit, sous les ordres d'Abercrombie, la campagne de Flandre contre les Français, commanda en second sous lord Cornwallis, à la bataille de Castlebar (1798), et à l'affaire de Couanghen, et prit une part brillante à l'expédition du Helder (1799). 
Peu après, il passait en Égypte, succédait à Abercrombie dans le commandement en chef de l'armée anglaise et obligeait les troupes françaises à se renfermer dans Alexandrie et à capituler (juillet 1801). Ce fait d'armes lui valut le titre de baron d'Alexandrie, le grade de lieutenant général et une pension de 2 000 livres sterling. 
En 1806, il remplit, mais avec peu de succès, diverses missions diplomatiques en Prusse et en Russie, et fut envoyé, en 1820, auprès de la reine Caroline pour la décider à renoncer à ses droits. À la mort de son frère, en 1825, il était devenu comte de Donoughmore.